# Gentianella bicolor
Gentianella bicolor är en gentianaväxtart som först beskrevs av Hugh Algernon Weddell, och fick sitt nu gällande namn av Fabris och J.S.Pringle. Gentianella bicolor ingår i släktet gentianellor, och familjen gentianaväxter. Inga underarter finns listade i Catalogue of Life.